# Суздальское оплечье
«Суздальское оплечье» — древнерусское мужское украшение оплечье-бармы 12 — начала 13 века, выставленное в постоянной экспозиции Исторического музея. Одно из самых знаменитых украшений этого типа и эпохи.
Место находки: Владимирская губерния, Суздальский уезд, д. Исады, 1851 год, раскопки графа Алексея Сергеевича. Уварова.

## Описание
Состоит из 6 серебряных позолоченных круглых блях-медальонов: 2 больших, 2 средних и 2 малых. Каждое из них имеет разные изображения:
- № 1 (малый медальон) — поясное изображение молодого святого в шапке с высокой тульей; одежда состоит, судя по всему, из двух частей — нижней, рукав которой плотно охватывает руку, и верхнего богато украшенного плаща на плечах. В правой руке святого — крест, по бокам — крины (стилизованные лилии). Возможно, что это изображение Бориса или Глеба. Последнему сейчас отдается предпочтение; выдвигается версия, что в числе медальонов не хватает парного с изображением Бориса[4].
- № 2 (большой медальон) — крест, вписанный в шестиугольник с вогнутыми сторонами.
- На остальных четырёх — узоры в виде различных вариантов процветшего креста, у которого основание переходит в две поднимающиеся кверху ветки с листьями. Два больших медальона вдобавок украшены по краю напаянными полукруглыми бусинами[3].
- № 3: геометризированный растительный орнамент
- № 4: естественный растительный орнамент
- № 5: утрированный растительный орнамент
- № 6: утрированная растительный орнамент

Рисунок узора на медальонах выполнен резьбой, фоны узоров заполнены чернью, выразительно подчеркивающей мельчайшие детали изображений.
- №1. Медальон с силуэтом святого
- №2. Крест, вписанный в шестиугольник
- №3.
- №4
- №5
- №6

Уже С. Уваров в 19 веке видел, что медальоны разновременные (он выделял медальон с фигурой святого как самый ранний). Современная исследовательница Н. В. Жилина считает, что основная часть медальонов относится к середине 12 века: «Наиболее ранним, на наш взгляд, является медальон с геометризованным изображением князя и крина [№ 1]; основная часть медальонов с композицией процветшего креста относится к середине XII в., растительная орнаментация переходит от геометризованной манеры к естественной [№ 3 и 4] и утрированной [№ 5 и 6] (…) Головной убор Глеба на суздальском медальоне ближе шапкам сыновей Святослава на миниатюре в Изборнике 1073 г. и может относиться к концу XI — началу XII в.».
Между медальонами расположены 12 серебряных позолоченных полых продолговатых бусинам, спаянных из двух половинок. 10 больших бусин одинаковы по форме и размеру; 2 поменьше — другой формы. Большие бусины разбиты на две половинки проволочным кольцом, которое также, как и вершины, обвиты тонкой сканной нитью. На тулове бусин — четыре выпуклости, похожие на горошины, украшенные мелкой зернью, в промежутках между ними узор из ромбов и треугольников, украшенный зернью. (Более подробное описание техники см. у Гущина).
В одной из бусин были обнаружены следы плотного текстильного соединительного шнура.
- 10 больших бусин
- 2 маленькие бусины

Ожерелье собрано заново реставраторами. А. С. Гущин пишет: «Реконструкция первоначального вида оплечья была сделана из найденых предметов ещё Уваровым, в основном повидимому правильно, хотя самый порядок размещения блях и промежуточных бусин может быть, конечно, только гадательным».

## История
Найдено графом Сергеем Уваровым 14 августа 1851 года, во время проведения им раскопок курганного могильника у села Исады на реке Нерль близ города Суздаля. Под дёрном одного из курганов был обнаружен клад серебряных блях-медальонов и бусин. Клад не имел связи с погребениями, будучи зарыт в насыпи более раннего кургана сбоку, сразу же возле поверхности; об этом же свидетельствует и инвентарь кургана. Это произошло, по мнению современных исследователей скорее всего — во время Батыева нашествия 1237—1240 годов.
Первоначально поступило в Оружейную палату, откуда в 1863 году передано в Московский публичный музей. В ГИМ передано между 1916 и 1925 г.

### Значение находки
До этого раскопки 19 курганов ничего примечательного не приносили и экспедиция было собиралась сворачиваться. Находка вдохновила Уварова на дальнейшие раскопки в этой локации, которые оказались очень продуктивными. По словам А. А. Спицына, «эта находка совершенно изменила первоначальный план раскопок и направила их на исследование курганов, которые вначале совсем не были приняты в расчет».
После находки Уваровым Суздальского оплечья он написал одноимённую статью, в которой описал не только его, но и характеризовал имеющиеся образцы подобного искусства, что стало очень важным для развития российской науки. В этой статье Уваров датировал само ожерелье XIII веком, а медальон со святым — концом XII—XIII в. Как аналогии ему он указывает изображения князей или святых на золотых колтах из клада в Старой Рязани, колтах из клада во Владимире, киотцах оклада Мстиславова Евангелия, аргументируя развитой формой изображения креста на медальонах, а также использование лилиевидной (кринообразной) фигуры, производной от шестиконечного креста. Сокрытие ожерелья в кургане он связывает с битвой под Суздалем 1445 года.